# Heraklonas
Heraklonas či Herakleonas (řecky Ἡρακλωνάς či Ἡρακλεωνάς; 626 – září 641) byl byzantský císař vládnoucí od února do září roku 641. Jeho otcem byl císař Herakleios (vládl 610–641), matkou Martina, druhá Herakleiova manželka. Nevlastním Heraklonovým bratrem byl císař Konstantin III.
Panovníkem se stal Heraklonas 11. února 641 na základě závěti císaře Herakleia, jež za rovnoprávné vladaře a následníky určovala dva císařské syny – Konstantina (III.) a Heraklona. Protože Konstantin byl těžce nemocný a Heraklonas velmi mladý, přiznávaly se v témž dokumentu tak zásadní pocty císařovně Martině, že lze téměř hovořit o jejím jmenováním regentkou. Nové uspořádání, které odporovalo vžitým principům primogenitury, bylo problematické hlavně proto, že Konstantin III. měl sám syna, pozdějšího císaře Konstanta II., takže nebyla zcela jasná otázka následnictví v případě jeho smrti. Kromě toho byla vláda ženy v Byzanci velmi neobvyklá – císařovny ovlivňovaly politiku spíše nepřímo, jak o tom svědčí příklad Pulcherie v 5. a Theodory v 6. století.
Nestabilita nového režimu se ukázala již krátce po smrti Konstantina III. 25. května 641. Na císařském dvoře se rozbujela síť intrik a spiknutí, zaměřených proti Martině, a brzy se objevily pověsti o tajném Konstantinově odklizení či zfalšování závěti císaře Herakleia. Martina se nedokázala nátlaku bránit a musela v létě svolit ke korunovaci Konstanta II. – nikomu se tím ale nezavděčila. Když od ní pod hrozbou občanské války odpadli i obyvatelé Konstantinopole, byl osud režimu zpečetěn. Dne 14. září 641 došlo ke státnímu převratu, Martině byl odříznut jazyk, jejímu synovi nos. Heraklonas zemřel krátce nato na následky svých zranění. Měsíce vnitřního neklidu říši značně oslabily a přispěly k tomu, že postup Arabů v Egyptě nebyl zastaven.